# گیانتسی
گیانتسی (به لاتین: Gyantse) یک شهرک در جمهوری خلق چین است که در Gyangzê County واقع شده‌است. گیانتسی ۶۰٬۰۰۰ نفر جمعیت دارد.

## نگارخانه

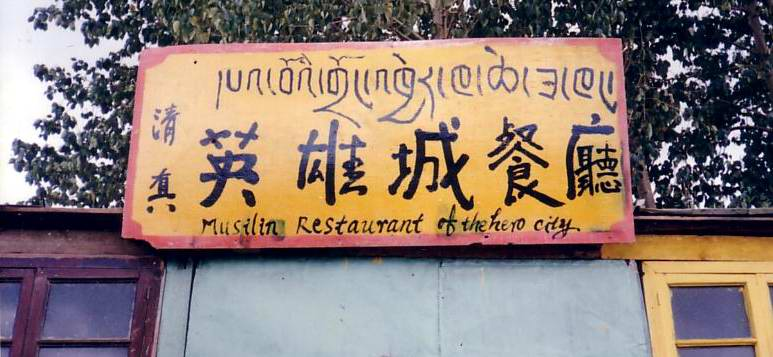
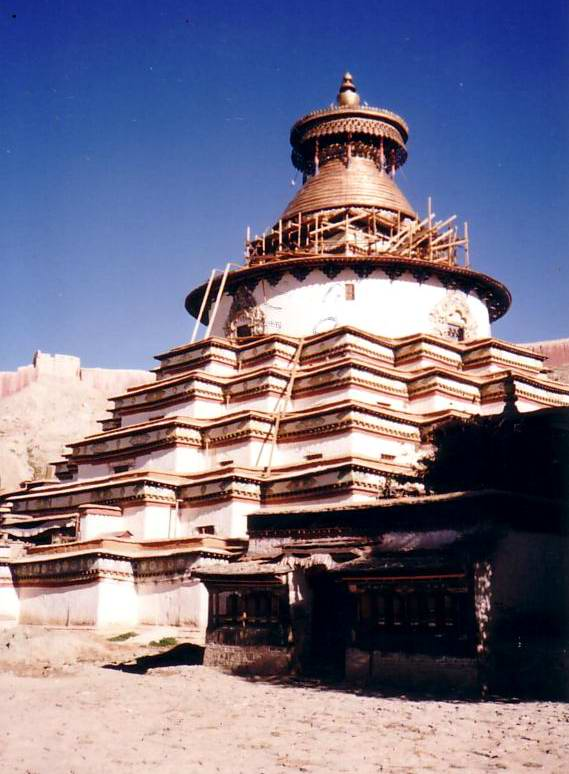
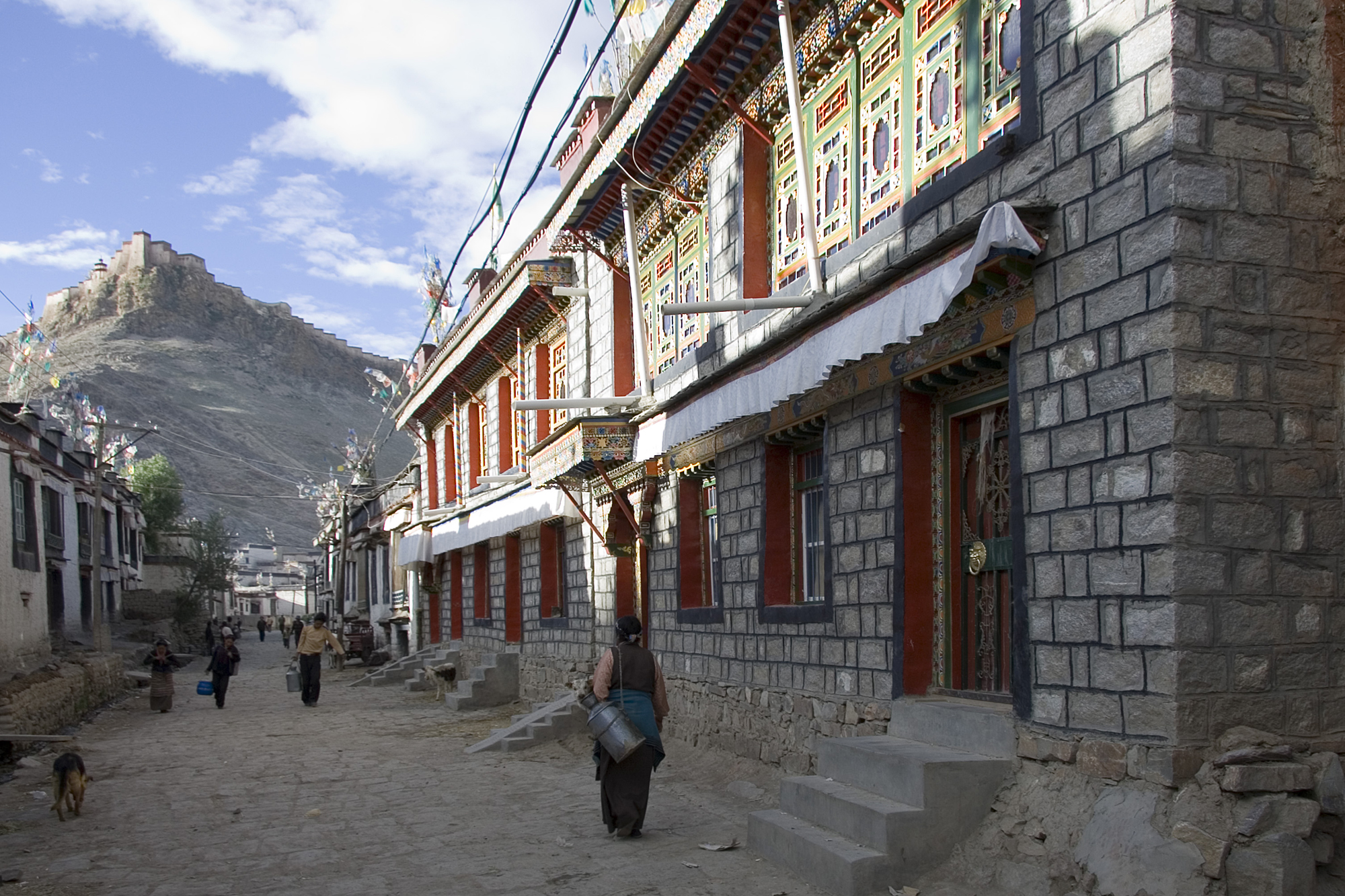
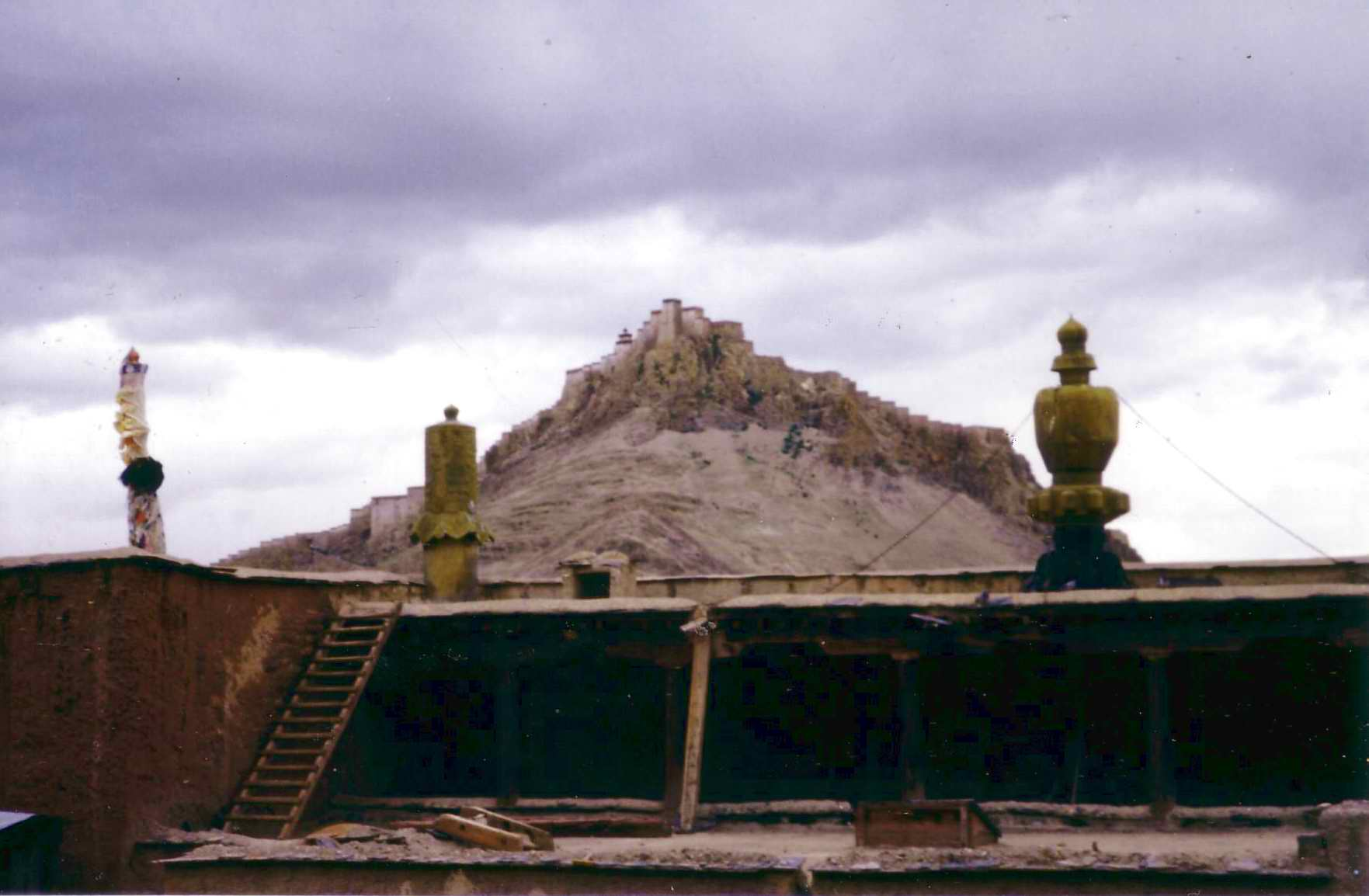
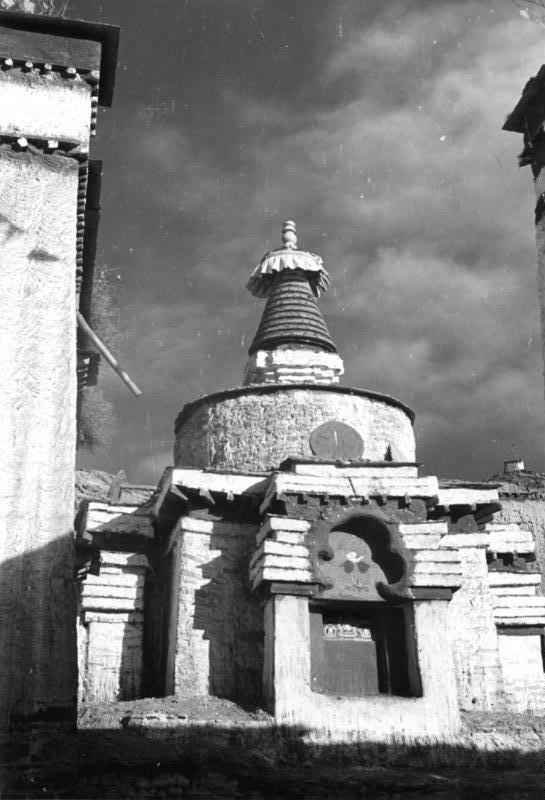
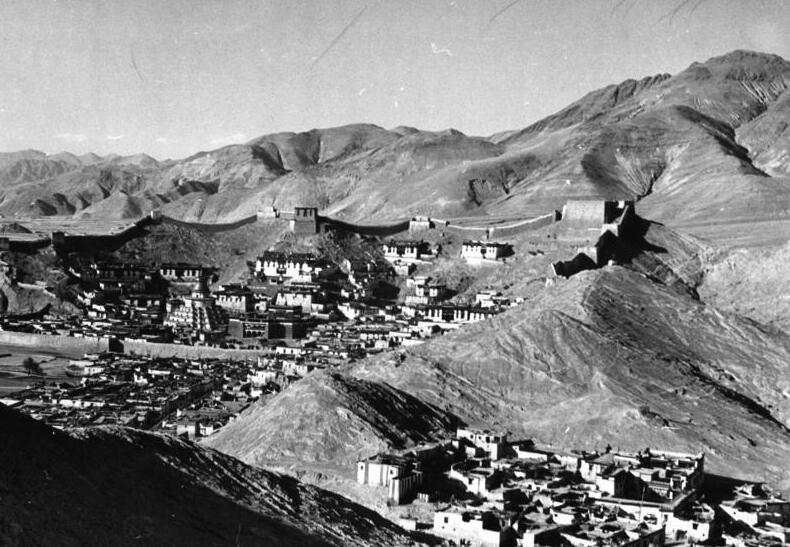